# Scott Kalitta
Scott Kalitta (Belleville, 18 febbraio 1962 – Englishtown, 21 giugno 2008) è stato un pilota automobilistico statunitense di dragster della National Hot Rod Association (NHRA).
Figlio del veterano delle corse di questo tipo Connie Kalitta e cugino di Doug Kalitta, anch'egli specialista di questo tipo di competizione, la sua carriera era iniziata nel 1988 ed ha avuto un'interruzione solo dal 1999 al 2003. Ha corso in entrambe le categorie principali di queste gare di accelerazione, la Top Fuel e la Funny Car.
È deceduto a causa di un tragico incidente il 21 giugno 2008 all'Old Bridge Township Raceway Park. Nel corso di una delle qualificazioni la sua auto si è incendiata a 480 km/h ed è successivamente andata ad impattare a forte velocità - stante il danneggiamento dei paracadute - contro un muretto, dopo avere attraversato la banchina sabbiosa a fine pista.

## Vita personale
Viveva a Snead Island, Florida con sua moglie Kathy e i suoi due figli, Colin (8) e Corey (14).